# 리치먼드 콜리시엄
리치먼드 콜리시엄(영어: Richmond Coliseum)는 미국 버지니아주 리치먼드에 위치한 실내 경기장이다. 과거 ABA 버지니아 스콰이어스와 AHL 리치먼드 로빈스 그리고 ECHL 리치먼드 레너게이즈, SPHL 리치먼드 레너게이즈의 홈경기장으로 사용했다.